# Une pour toutes
Pour plus de détails, voir Fiche technique et Distribution.
Une pour toutes est un film français réalisé par Claude Lelouch, sorti en 1999 et en 2000 en France.

## Synopsis
Trois comédiennes en pleine galère décident d'utiliser leurs talents pour dépouiller des hommes riches, en faisant semblant de tomber amoureuses d'eux. Leur mécanique bien rodée achoppe sur les hasards de la vie.

## Fiche technique
- Titre : Une pour toutes
- Réalisation : Claude Lelouch
- Scénario et dialogue : Claude Lelouch, Pierre Leroux, Pierre Uytterhoeven
- Musique : Francis Lai
- Ingénieur du son Harald Maury
- Pays :  France
- Genre : comédie
- Durée : 122 minutes
- Sorties en salles :
  - Belgique : 29 décembre 1999
  - France : 1er janvier 2000

## Distribution
- Jean-Pierre Marielle : Commissaire Bayard
- Anne Parillaud : Olga Duclos
- Alessandra Martines : Maxime
- Marianne Denicourt : Irina Colbert
- Alice Evans : Macha Desachy
- Olivia Bonamy : Olivia Colbert
- Samy Naceri : Sam Morvan
- Emmanuelle Bercot : son ex-épouse
- François Perrot : le producteur, Monsieur François
- Rüdiger Vogler : le chef d'orchestre
- Anouk Aimée : son épouse
- François Berléand : le magnat désagréable
- Constantin Alexandrov : Le Roi de la nuit
- Andréa Ferréol : son épouse
- Philippe Magnan : le compagnon d'Olga
- Maka Kotto : Omar, le dictateur
- Firmine Richard : le premier Ministre
- Geneviève Fontanel : Lola, prostituée et la voyageuse au petit chien
- Marie Guillard : La jeune prostituée
- Claude Lelouch : lui-même
- Lise Lamétrie : Minouche, la femme de ménage
- Guillaume Gallienne : l'employé au château
- Michel Jonasz : Le passager sympathique
- Bruno Lochet : Le plombier et gagnant du loto
- Bradley Cole : Le voyageur séduisant

## Autour du film
La citation entendue dans le film : "Toutes les femmes sont comédiennes, à l'exception de quelques actrices." est de Sacha Guitry